# NGC 1911
NGC 1911 (również NGC 1920 lub ESO 85-EN71) – gromada otwarta powiązana z mgławicą emisyjną, znajdująca się w gwiazdozbiorze Złotej Ryby. Należy do Wielkiego Obłoku Magellana. Odkrył ją John Herschel 2 listopada 1834 roku, ponownie obserwował ją 23 grudnia tego samego roku, ponieważ jednak odnotowane przez niego pozycje trochę się różniły, skatalogował ją jako dwa obiekty. Również John Dreyer umieścił ten obiekt dwukrotnie w swoim katalogu – jako NGC 1911 i NGC 1920. W bazach SIMBAD i NASA/IPAC Extragalactic Database obiekt ten znajduje się pod oznaczeniem NGC 1920, pod nazwą NGC 1911 skatalogowano tam gromadę otwartą ESO 85-70.